# Rafael de la Presa
Rafael de la Presa Casanueva (Melipilla, 3 de agosto de 1907 - Santiago, 28 de febrero de 1978) fue un comerciante, escritor y político chileno, miembro del Partido Agrario Laborista (PAL) y luego del Partido Democrático Nacional (Padena). Se desempeñó como diputado de la República en representación de la 8ª Agrupación Departamental (correspondiente a Melipilla, San Antonio, San Bernardo y Maipo) durante tres períodos legislativos consecutivos, desde 1953 hasta 1965. Sirvió diplomáticamente como embajador de Chile en Portugal entre 1965 y 1971, durante los gobiernos de los presidentes Eduardo Frei Montalva y Salvador Allende.

## Familia y estudios
Nació en Melipilla, el 3 de agosto de 1907, hijo de José de la Presa Luege y Visitación Casanueva.
Realizó sus estudios primarios y secundarios en el Colegio San Agustín de Melipilla y en el Liceo Alemán de Santiago, respectivamente. Luego, ingresó a la Facultad de Ciencias Económicas de la Pontificia Universidad Católica (PUC), de la cual egresó en 1926.
Se dedicó al comercio, iniciándose en la «Casa Huth y Compañía»; más tarde trabajó con su padre en la firma Presa Hermanos de Melipilla. Desde 1931, ejerció como corredor de frutos del país por cuenta propia en Melipilla y Santiago. Fue propietario de una bodega de consignaciones y desvío para embarques y descargas en Melipilla, y propietario de una chacra en Puangue, en la misma ciudad, donde aplicó sus conocimientos de agricultura.
Se dedicó al comercio, y al mismo tiempo dio paso a sus inquietudes políticas.

## Trayectoria política
Militante del ibañista Partido Agrario Laborista (PAL), en las elecciones parlamentarias de 1953 —en pleno segundo gobierno de Carlos Ibáñez del Campo— fue elegido como diputado por la Octava Agrupación Departamental de Melipilla, San Antonio, San Bernardo y Maipo, por el periodo legislativo 1953-1957. Fungió inmediatamente como vicepresidente de la Cámara, entre el 26 de mayo de 1953 y el 25 de mayo de 1955.
Integró la Comisión Permanente de Vías y Obras Públicas. Entre sus actuaciones como parlamentario, en 1955, fue diputado informante ante la Cámara sobre proyecto de reforma constitucional para concederle a los españoles residentes, la nacionalidad chilena, sin perder la propia. El proyecto se transformó en la Ley N° 12.548.
En 1959 viajó a Europa a conocer la realidad social de esos países. En España fue recibido en el Pardo, por el jefe del Estado Español, Francisco Franco, el 16 de julio de 1959.
En las elecciones parlamentarias de 1957, obtuvo su reelección como diputado por la Octava Agrupación Departamental, para el período 1957-1961. En esta ocasión volvió a ejercer en el primer año legislativo como vicepresidente de la Cámara, entre el 22 de mayo de 1957 y el 3 de febrero de 1959. Asimismo, integró la Comisión Permanente de Minería e Industrias.
Por último, en las elecciones parlamentarias de marzo de 1961, obtuvo su segunda reelección diputacional por la Octava Agrupación Departamental, por el período 1961-1965. Formó parte de la Comisión Permanente de Gobierno Interior y fue diputado reemplazante en la Comisión Permanente de Educación Pública.
Luego de dejar el Congreso Nacional actuó como representante de Chile ante la República de Portugal, hasta 1971.

## Obra escrita
Paralelamente a su labor política se dedicó a la escritura de investigaciones históricas, siendo autor de los siguientes libros:
- —.- Los primeros noventa años del Círculo Español, 1880-1970: con la historia de los españoles en Chile desde que fueron considerados extranjeros hasta que dejaron de serlo, 1817-1957 (1972). Santiago de Chile: Editorial Fantasía, 341 p.
- —.- Venida y aporte de los españoles a Chile independiente (1978). Santiago de Chile: Imprenta Lautaro, 686 p.
  - —.- Filiación hispánica de los parlamentarios (1978). EN: Venida y aporte de los españoles a Chile independiente. Santiago de Chile: Imprenta Lautaro, 400 p.